# Walter Moras
Ne doit pas être confondu avec Walter Moraes.
Pour les articles homonymes, voir Moras (homonymie).
Walter Moras, né le 20 janvier 1856 à Berlin et décédé le 6 mars 1925 à Bad Harzburg en Allemagne, est un peintre paysagiste allemand, connu pour ses paysages d'hiver et ses nombreux tableaux ayant comme sujet la forêt de la Sprée.

## Biographie
Né à Berlin en 1856, Walter Moras effectue sa formation artistique auprès du peintre Hermann Eschke. En 1876, il expose pour la première fois à l'académie prussienne des arts de Berlin. Sur les conseils d'Eschke, il peint les paysages de la région de Mecklembourg et de l'île de Rügen. Il effectue des voyages à l'étranger, séjournant en Norvège, aux Pays-Bas et en Italie. Il s'attache particulièrement par la suite à représenter les paysages du land de Brandebourg et de la forêt de la Sprée, deux zones situés à proximité de Berlin où il réside, et se spécialise notamment dans les paysages d'hiver. En 1882, il épouse Ida Baluschek et a un fils l'année suivante, Bruno Moras (1883-1939), qui deviendra peintre comme son père. Durant sa carrière, il collabore régulièrement avec le marchand d'art Rudolph Lepke (de). Il décède à Bad Harzburg en 1925.
Ses œuvres sont notamment visibles ou conservées au musée historique allemand de Berlin et au Kulturhistorisches Museum de Magdebourg.

## Œuvres

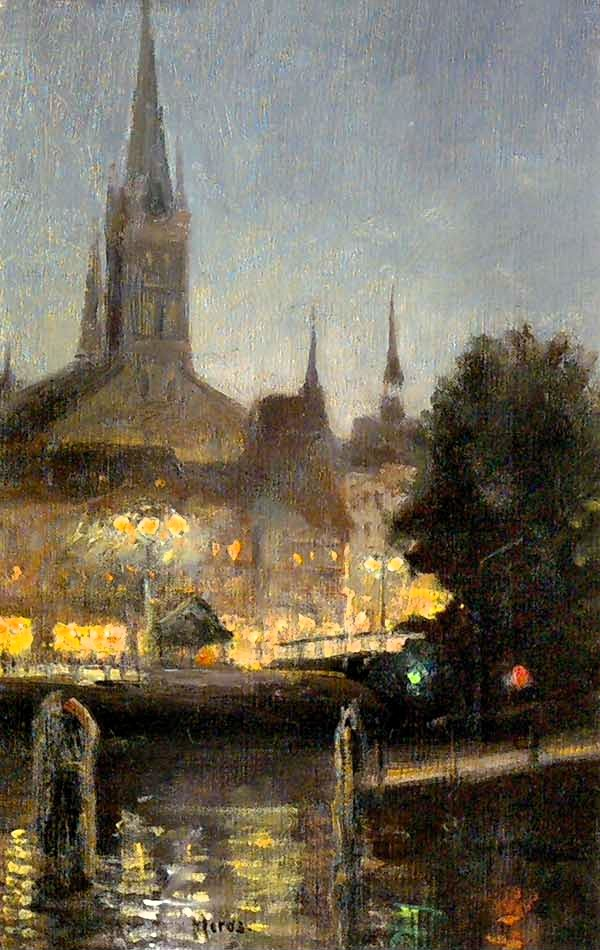
Nächtliche Lübecker Stadtansicht, 1913
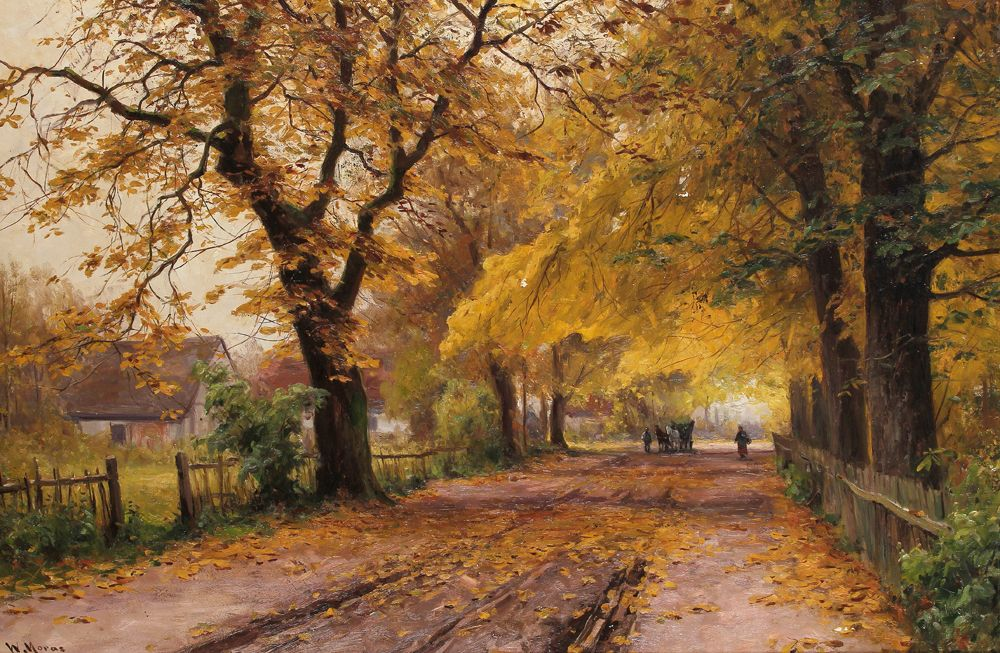
Herbstliche Allee, sans date
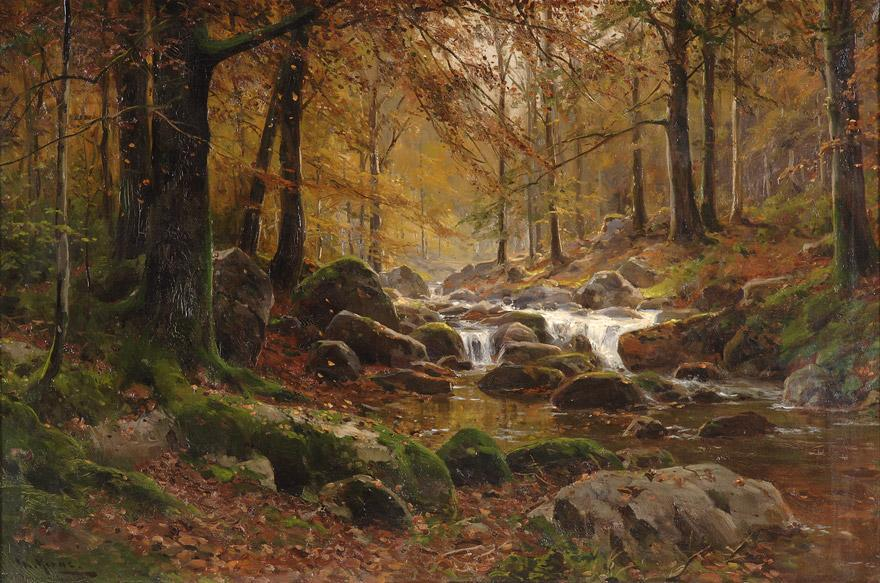
Herbstlicher Wald mit Bachlauf , sans date
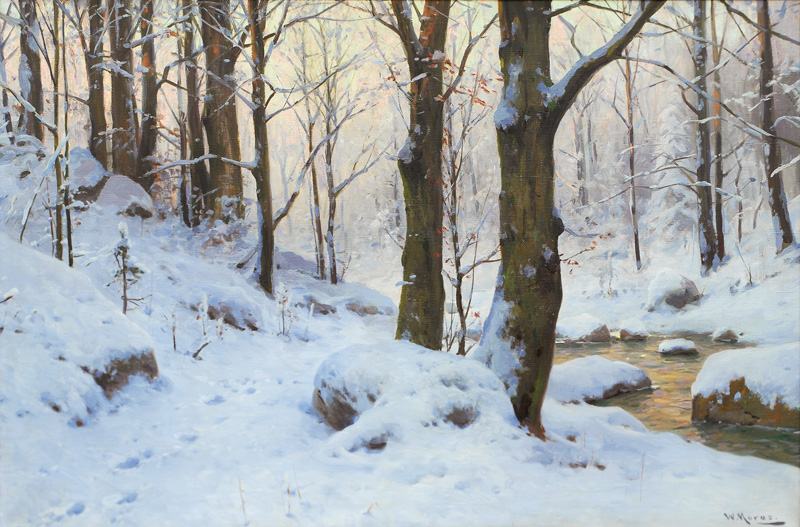
Bachlauf im Winterwald, sans date
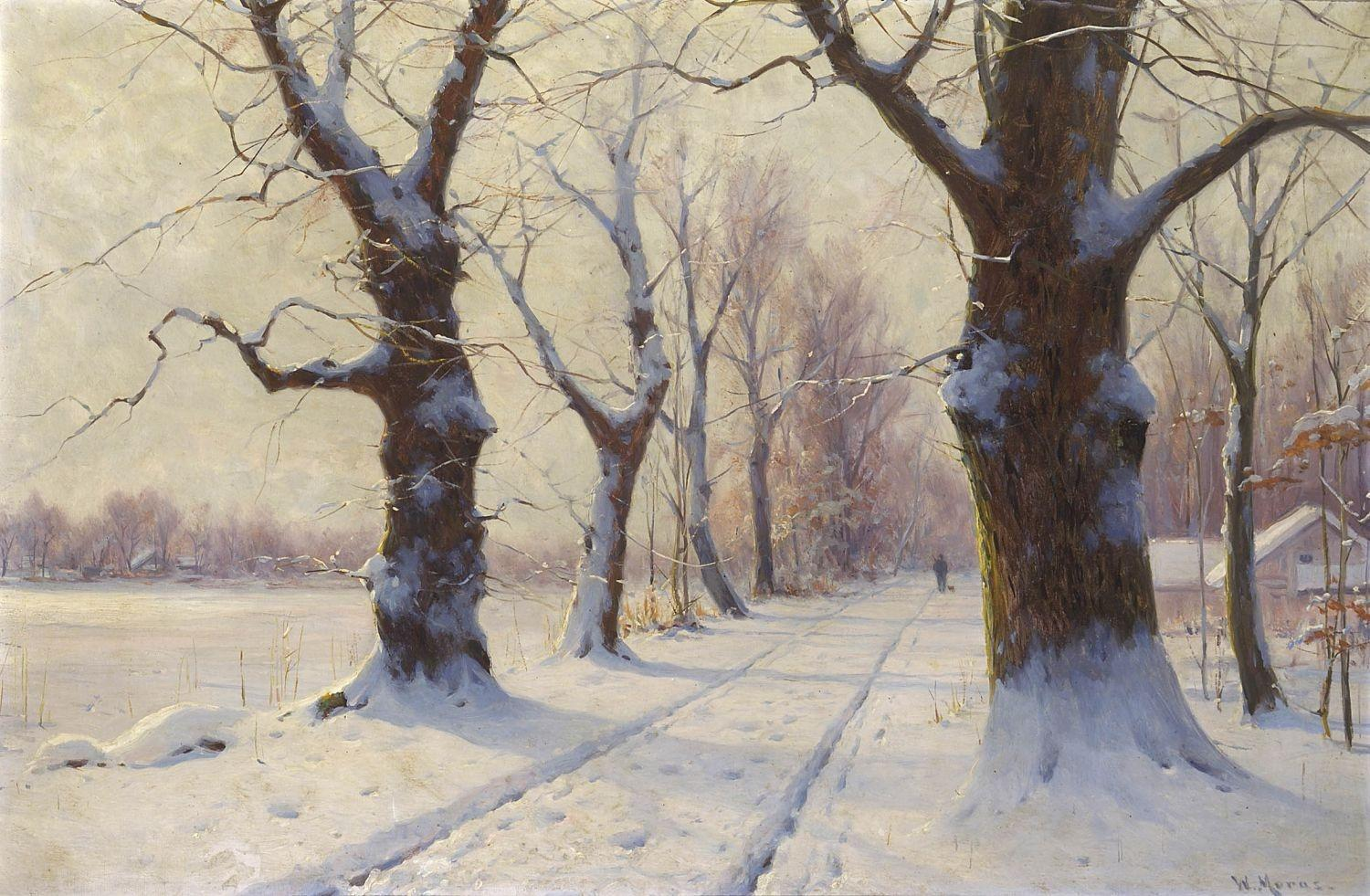
Winterliche Allee, sans date
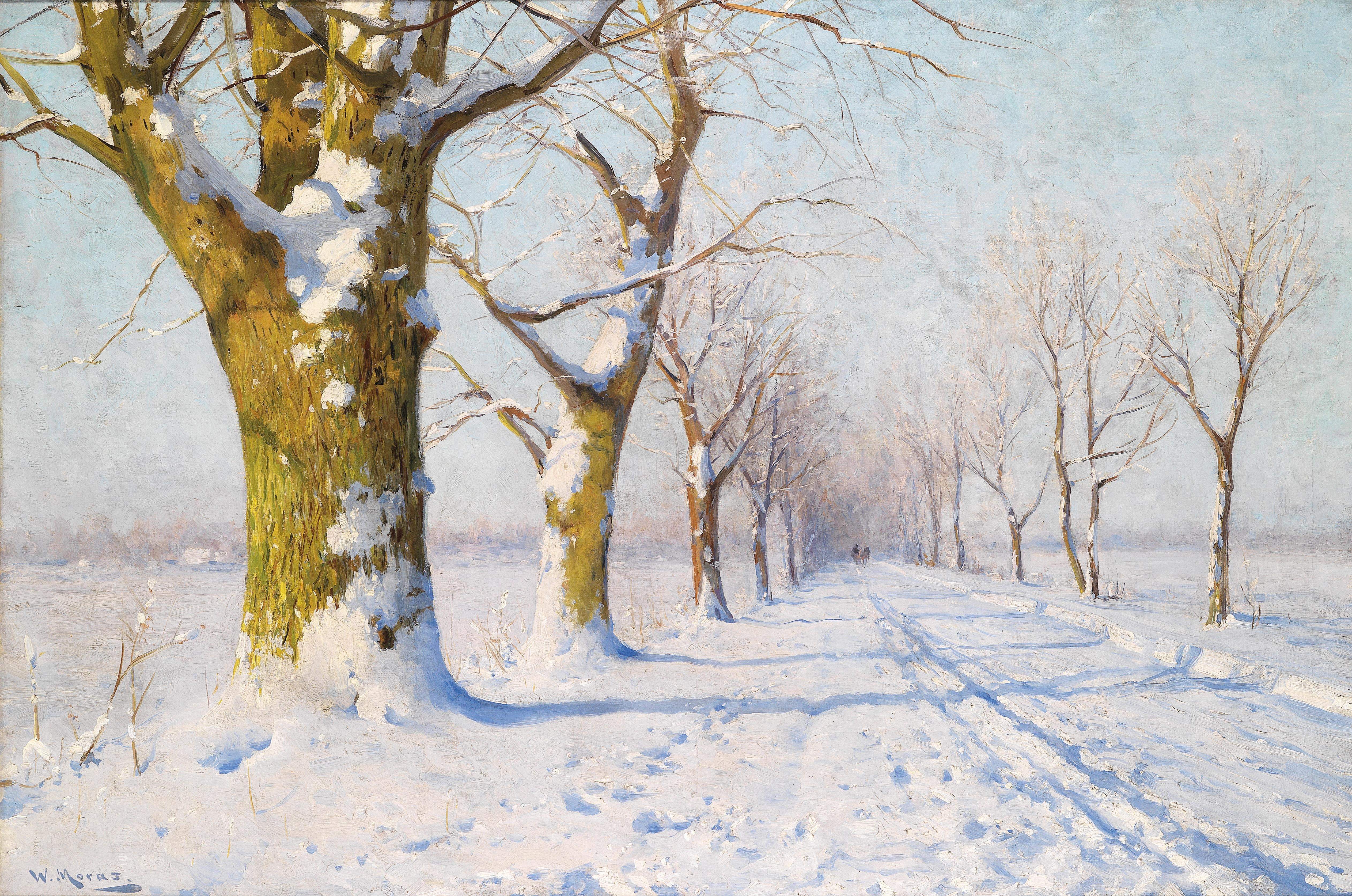
Ein sonniger Wintertag, sans date
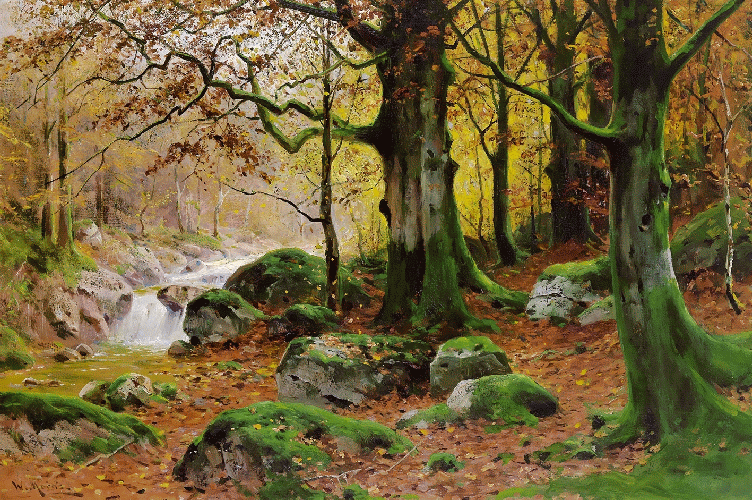
Herbstliche Waldlandschaft, sans date
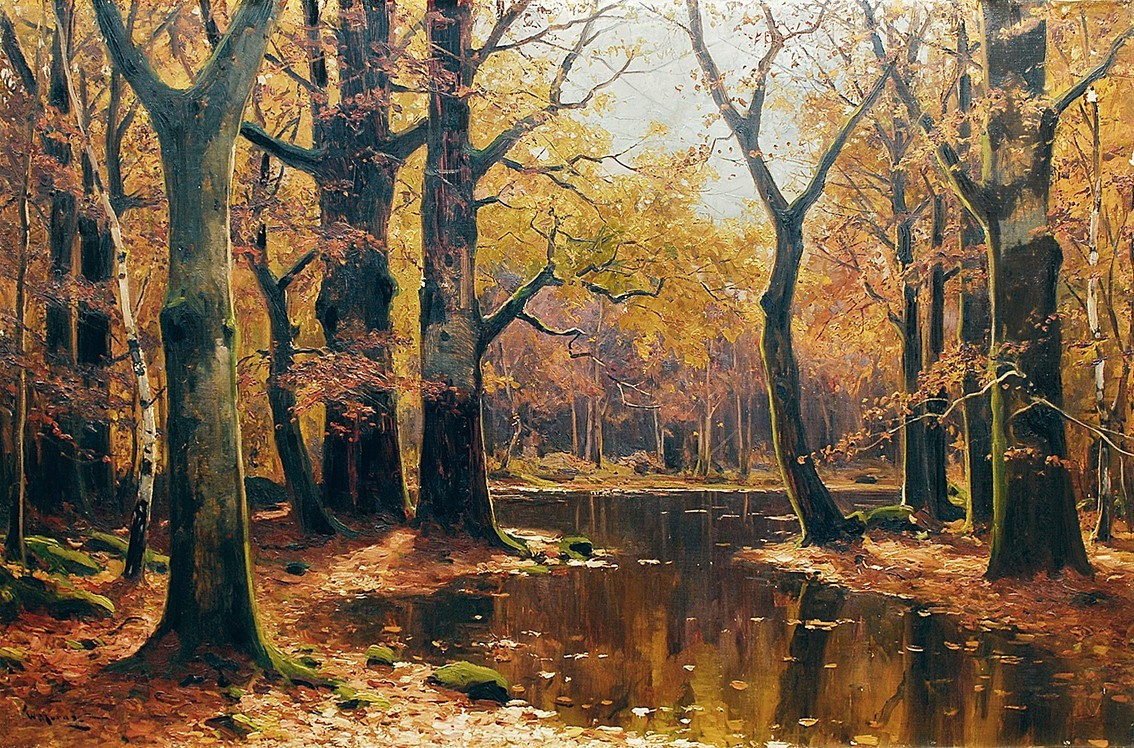
Waldlandschaft mit Teich, sans date
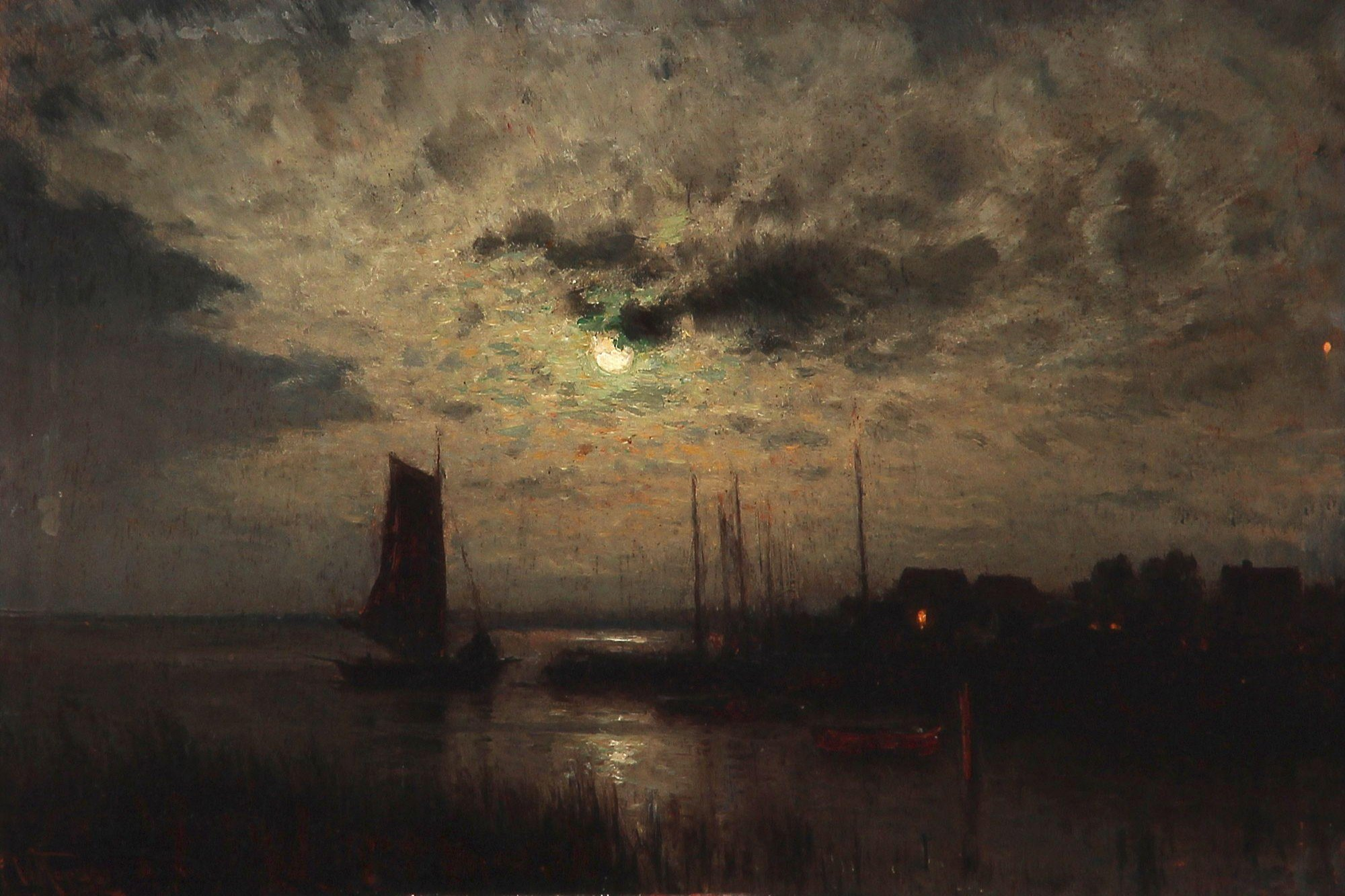
Fischerdorf im Mondlicht, sans date
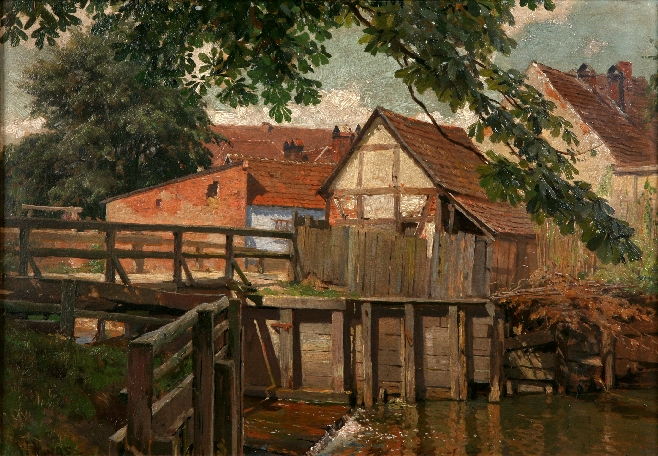
Motiv aus Lübben, sans date
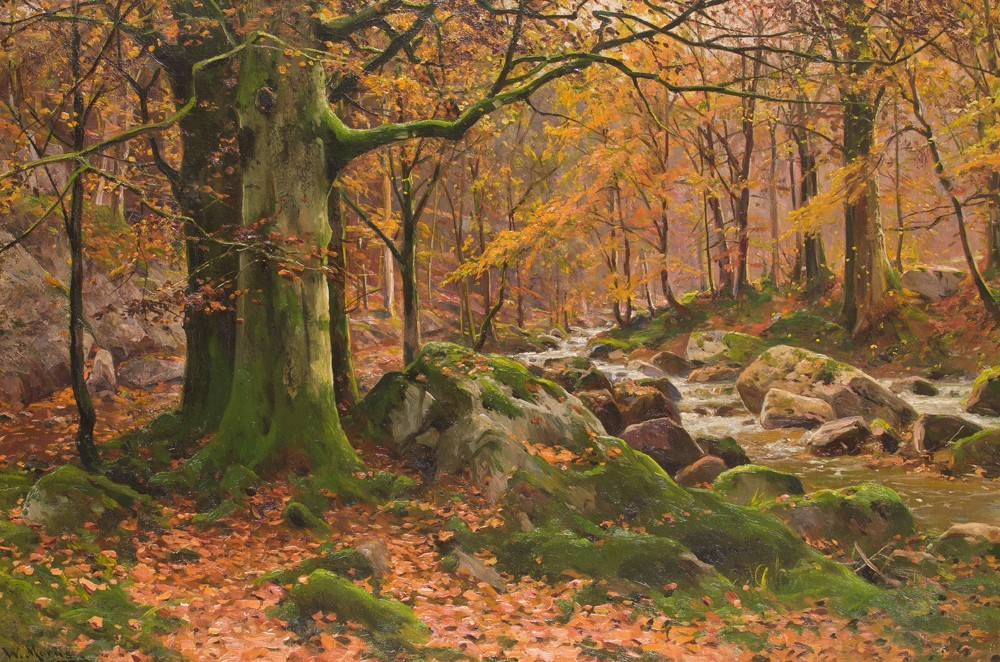
Herbst am Waldbach, sans date
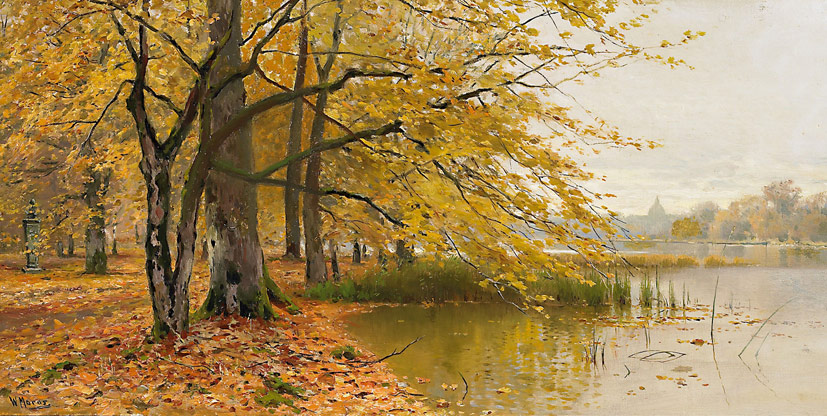
Herbsttag in Potsdam, sans date
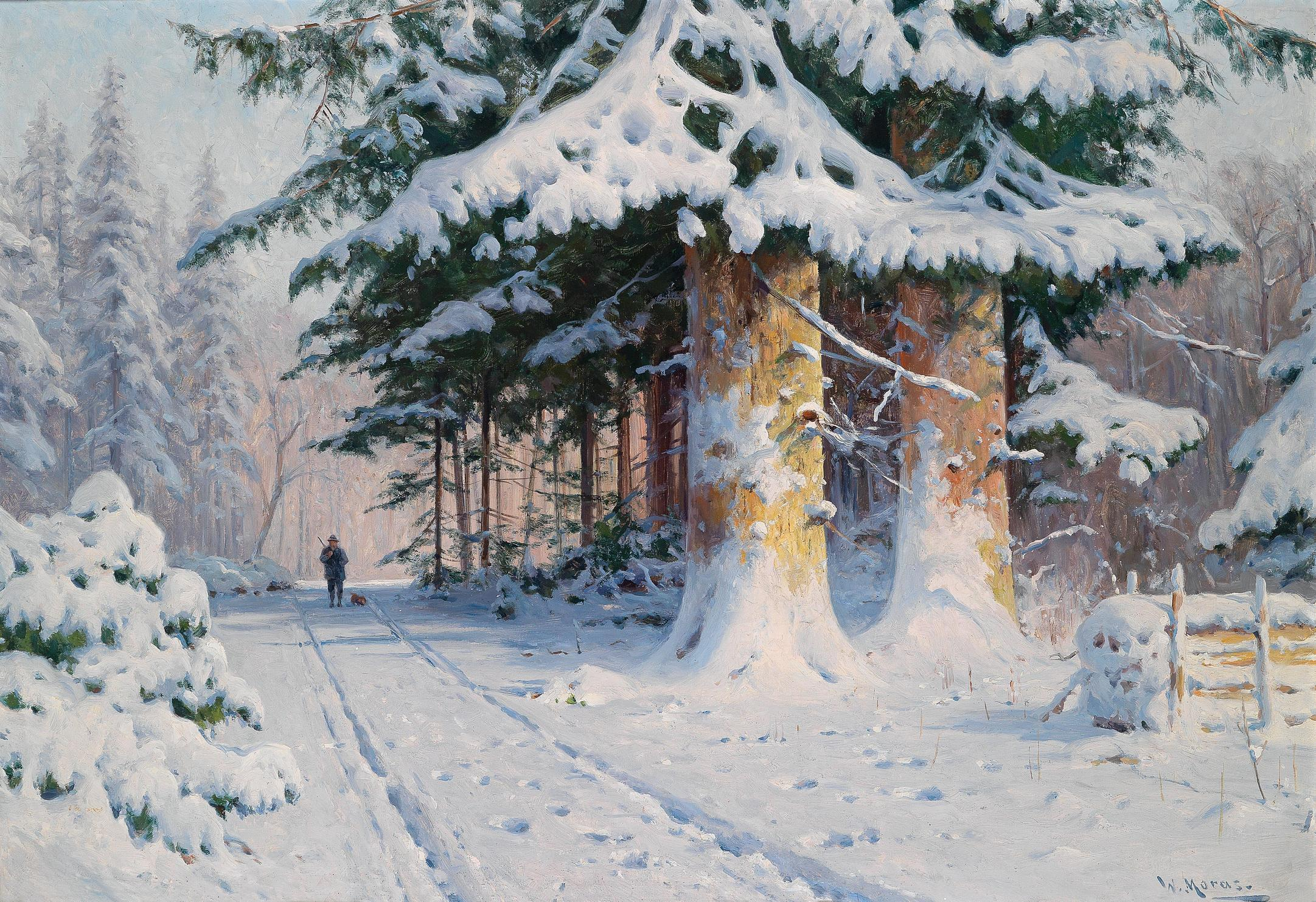
Jäger im Winterwald, 1876,
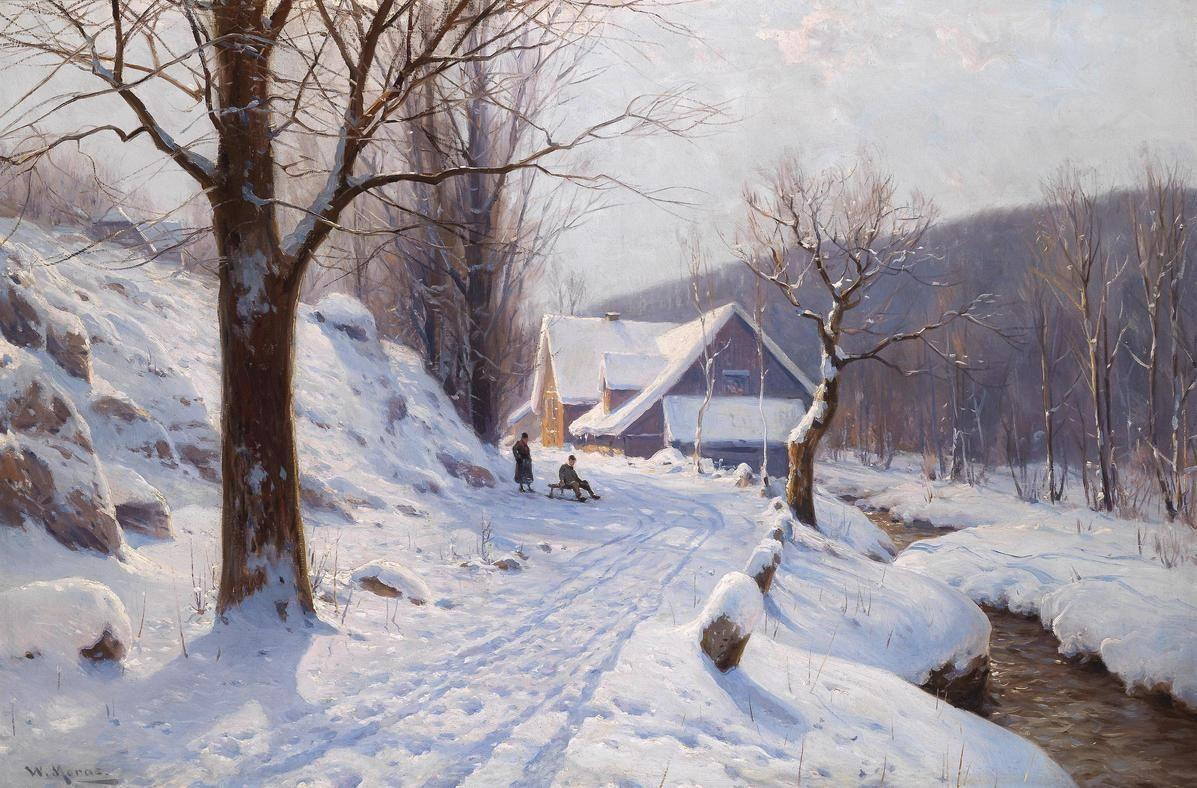
Rodeln an einem sonnigen Wintertag, sans date
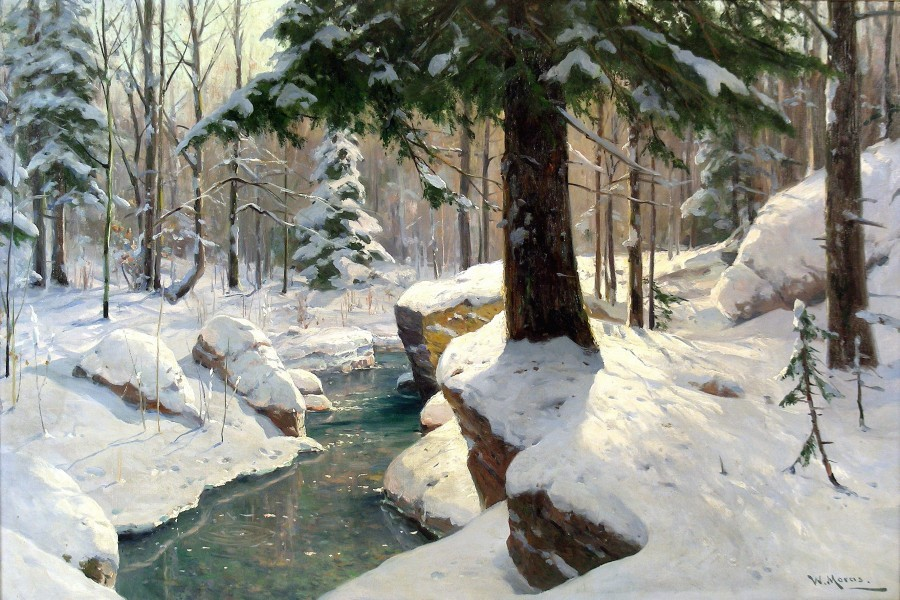
Verschneiter Bachlauf, sans date
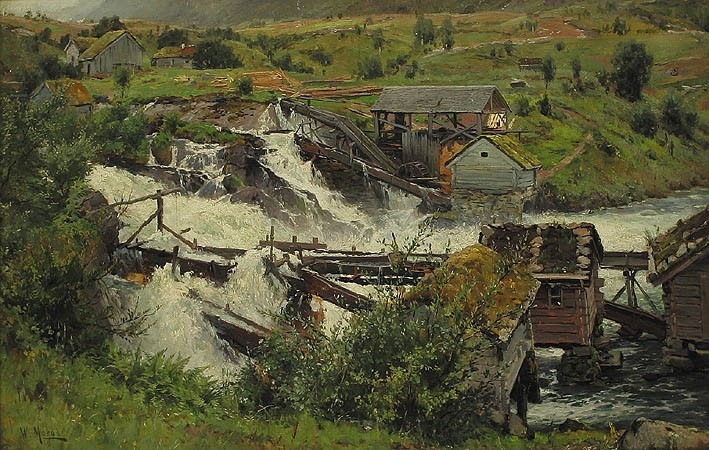
Sägemühle an einem Fluß in Norwegen, vers 1870
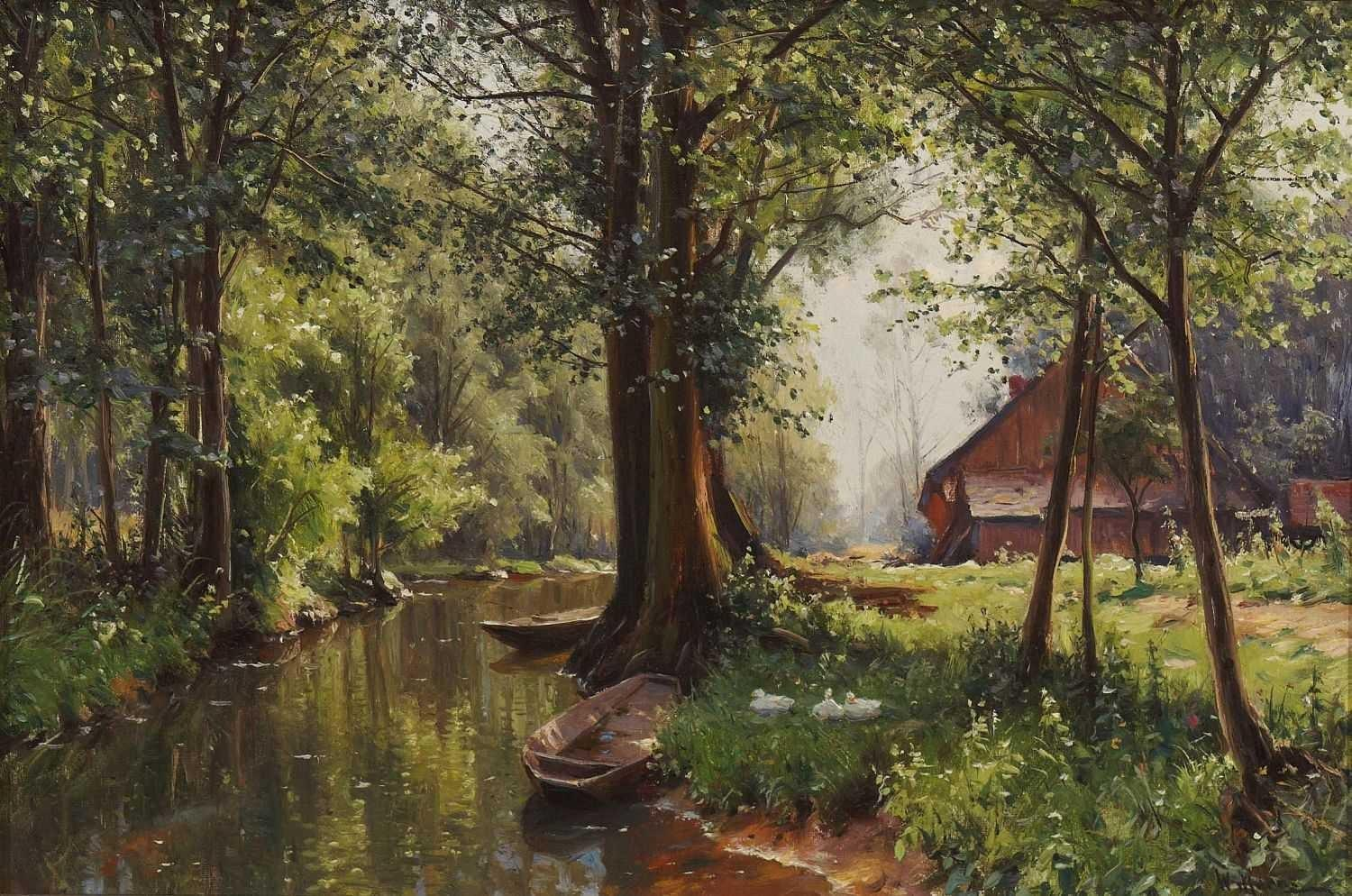
Im Spreewald, sans date
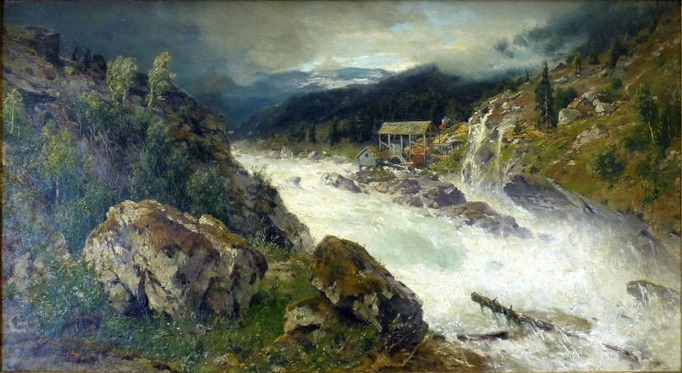
Reißender Gebirgsbach, sans date
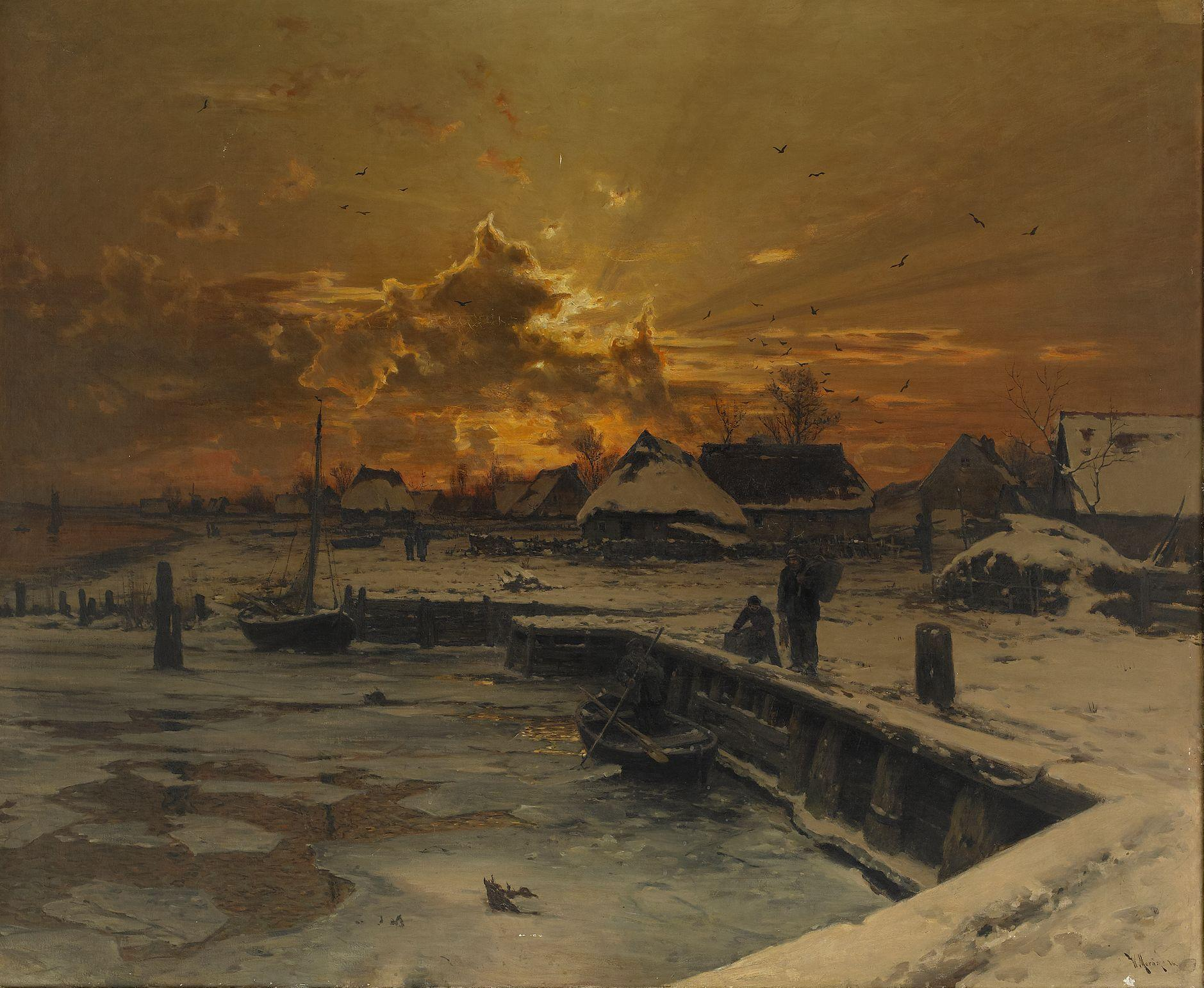
Fischerdorf in der Winterszeit, 1886
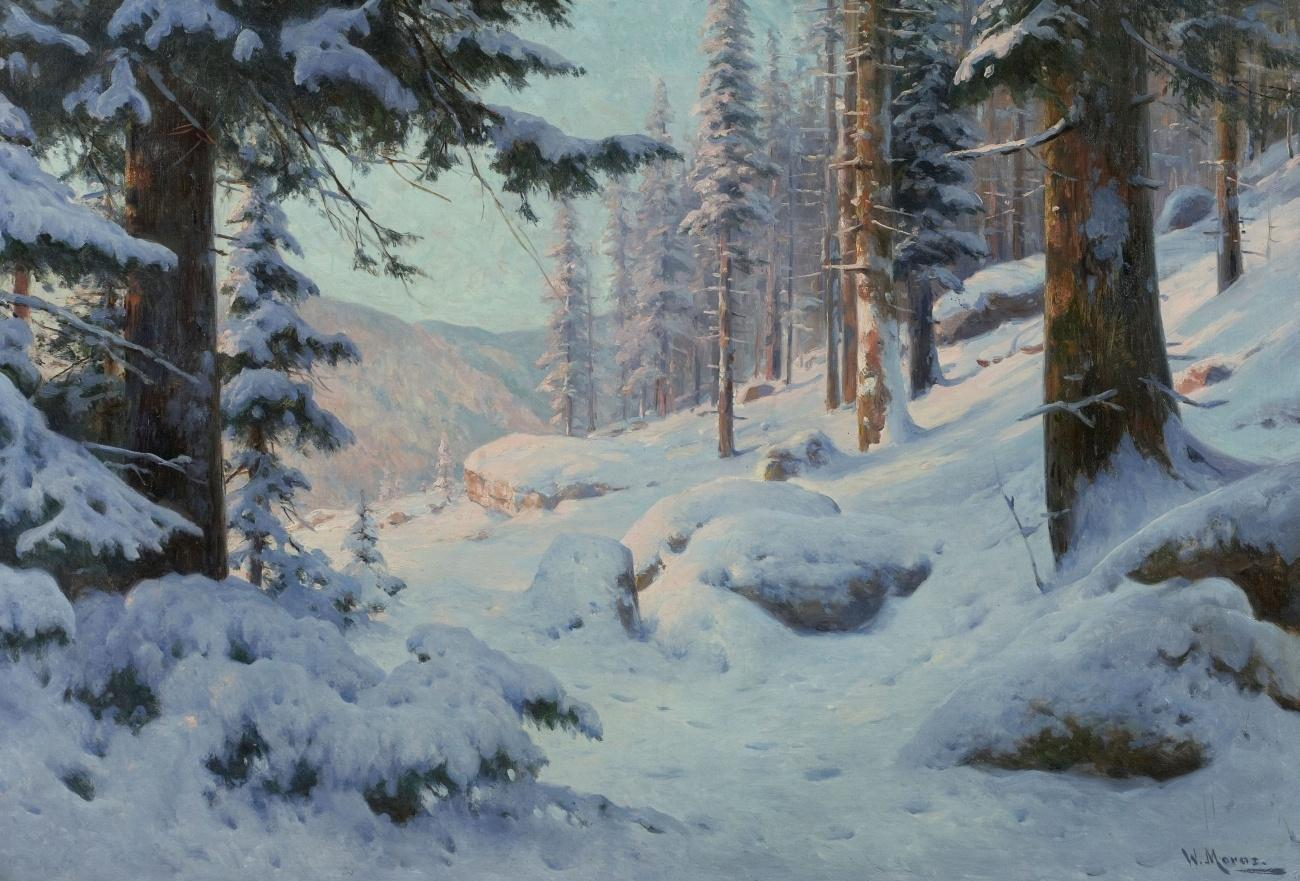
Verschneite Waldlandschaft, sans date
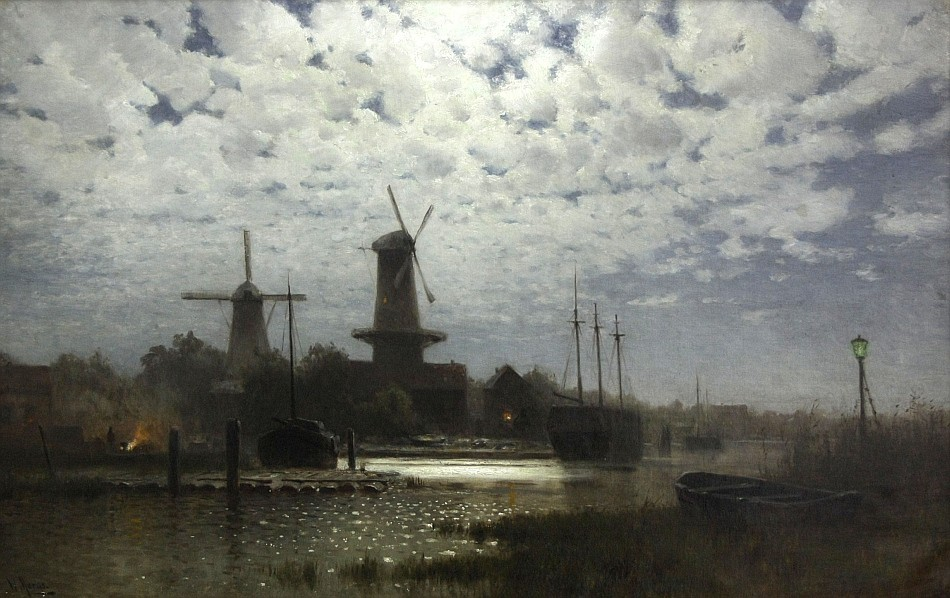
Mondschein über holländischen Hafen, sans date